# Ростислав Ріпка
Ростислав Ріпка (нар. 16 червня 1986, м. Київ, нині Україна) — український фотограф.

## Життєпис
Ростислав Ріпка народився 16 червня 1986 року в місті Києві.
Закінчив Національний авіаційний університет (м. Київ). Працює фотографом в 1+1 Media (від 2013).

## Творчість
З дитинства захоплюється творчістю Наташі Корольової. Під час навчання він опановував різні програми і натрапив на Фотошоп, де почав робити першу ретуш та колажі з фотографій улюбленої артистки. Оброблені фото у 2005 році показав співачці, яка запропонувала стати її особистим фотографом, а згодом вона йому подарувала професійну фотокамеру.
У 2006 році розпочав співпрацювати з Віталієм Козловським та Русланою Писанкою і прийшов на «Танці з зірками». Також фотографував Аллу Мазур, Ірину Білик, Людмилу Барбір, Лідію Таран, Наталію Могилевську, Анну Різатдінову, Альону Вінницьку, Софію Ротару та інших зірок. Автор багатьох зіркових обкладинок.
У 2021 році презентував перший в Україні фотокнигу (артбук) у легендарному французькому стилі Аркур «Harcourt. Натхнення», який приурочив до 15-річчя творчої діяльності. У проєкті взяли участь 37 жінок-муз.